# NMBS/SNCB-Reihe 604/605 (1954)
Als Reihe 604 und Reihe 605 werden Verbrennungstriebwagen der Nationalen Gesellschaft der Belgischen Eisenbahnen bezeichnet, die von 1954 bis 1955 bei den Ateliers Germain gebaut worden sind. Sie erhielten die Baureihenbezeichnungen der in den 1930er-Jahren gebauten und im Zweiten Weltkrieg zerstörten Dieseltriebwagen der Reihe 604 (1934) und der Reihe 605 (1935). Ab 1971 wurden sie als Reihe 44 und Reihe 45 bezeichnet. 

## Geschichte
Nach dem Zweiten Weltkrieg waren die meisten belgischen Dieseltriebwagen und viele dampfgetriebene Fahrzeuge zerstört, sodass die Nationale Gesellschaft der Belgischen Eisenbahnen mit mehreren Neubestellungen Anfang der 1950er-Jahre Abhilfe schaffte. Zu diesen Neubestellungen gehörten auch 10 Triebwagen der Reihe 604 und 10 Triebwagen der Reihe 605. Diese technisch verwandten Bauserien wurden bei den Ateliers Germain bestellt und für nicht-elektrifizierte Bahnstrecken mit höherem Verkehrsaufkommen bestimmt. Schwächer ausgelastete, kleinere Nebenbahnen wurden durch die bereits ab 1950 zur Verfügung stehenden Schienenbusse der Reihe 554 bedient.
Die Triebwagen wurden während ihrer aktiven Einsatzzeit hauptsächlich auf der Athus-Maas-Linie zwischen Dinant und Virton eingesetzt. Im Jahr 1971 wurden die Fahrzeuge der Reihe 604 zur Reihe 44 und die Fahrzeuge der Reihe 605 zur Reihe 45 umgezeichnet.
Triebwagen 4409 wurde im Mai 1987 nach einem Unfall ausgemustert. Am frühen Morgen des 9. März 1998 kam es zu einem Unfall mit dem Triebwagen 4507, welcher zwischen den Ortschaften Gedinne und Vonêche mit einem von der Reihe 52 bespannten Arbeitszug zusammenstieß und entgleiste. Dabei wurden sieben Personen leicht verletzt. Der Triebwagen wurde schwer beschädigt und daraufhin ausgemustert.
Noch Mitte der 1990er-Jahre wurden einige Fahrzeuge der Reihe 44 vom ursprünglichen rot-gelben Farbschema in ein blau-gelbes Farbschema umlackiert. Die Ausmusterung der Triebwagen der Reihe 44 erfolgte im Frühling 2002 im Anschluss an die Auslieferung der Reihe 41. Einige Einheiten der Reihe 45 wurden bis Dezember 2002 als Reserve vorgehalten, bis auch sie abgestellt wurden. Drei Fahrzeuge der Reihe 44 und ein Fahrzeug der Reihe 45 wurden durch Museumsbahnen erworben; die NMBS/SNCB selbst konserviert einen der beiden letzten im regulären Betrieb eingesetzten Triebwagen der Reihe 45.

## Technik
Die Reihen 604 und 605 besitzen die gleichen geometrischen Abmessungen und haben die gleiche Sitzplatzanzahl. Der Unterschied zwischen den beiden Fahrzeugreihen liegt in der Ausführung des Antriebs: Die Reihe 604 verfügt über einen einzelnen 12-Zylinder-Dieselmotor von General Motors mit einer Leistung von 356 kW. Dieser treibt mechanisch beide Radsätze eines Drehgestells an; das andere Drehgestell ist als reines Laufdrehgestell ausgeführt. Die Reihe 605 hingegen besitzt zwei ebenfalls von General Motors fabrizierte Sechszylindermotoren, die über hydraulische Kraftübertragung von Voith jeweils einen Radsatz jedes Drehgestells antreiben. Die Leistung dieser Motoren beträgt je 118 kW, sodass die Leistung der Reihe 236 kW beträgt. Mit ihren beiden Motoren haben die Fahrzeuge der Reihe 605 eine um 1,2 t höhere Masse.

## Bildergalerie

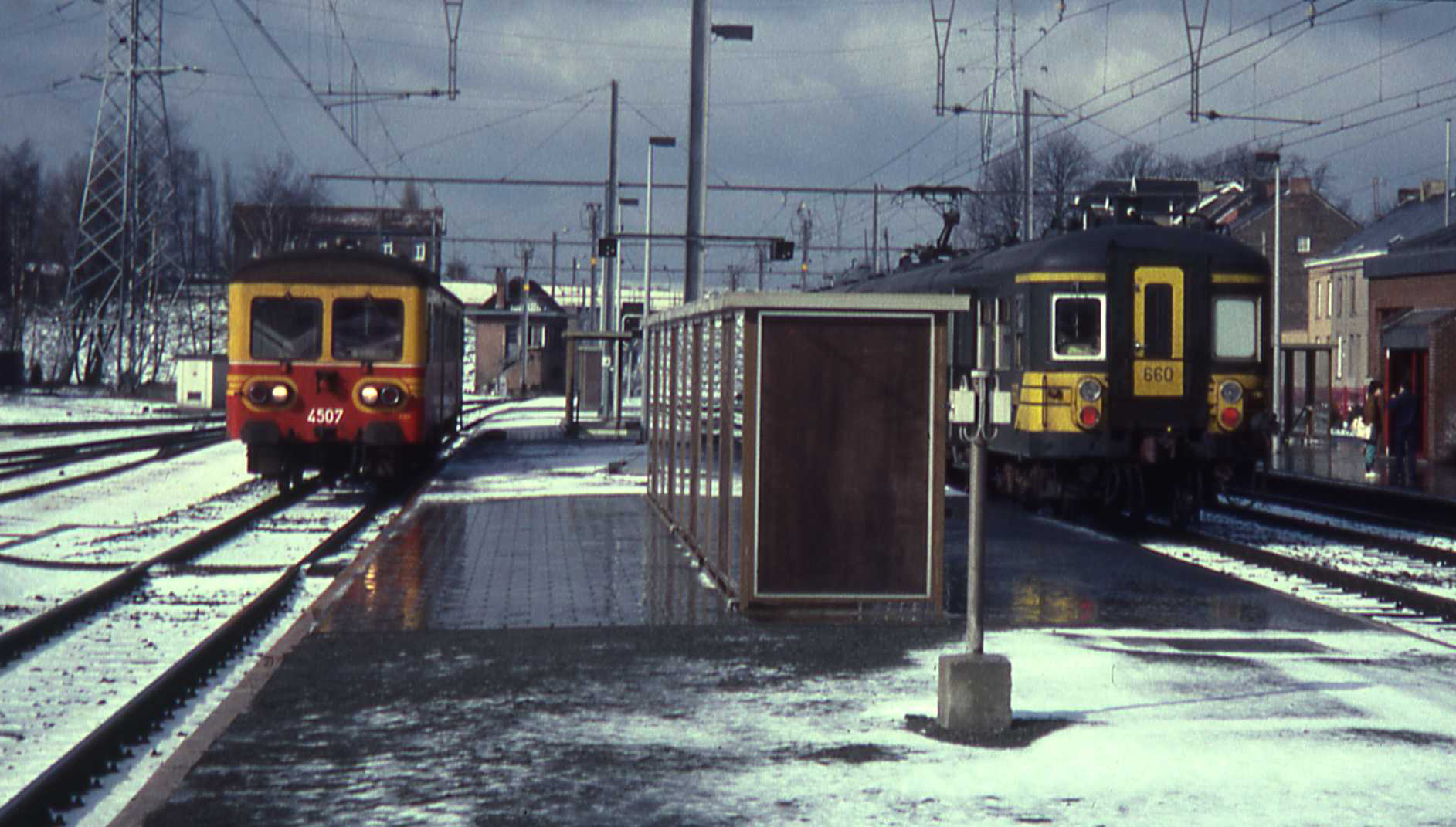
Der 1998 verunfallte Triebwagen 4507 im Jahr 1984 in Pieton
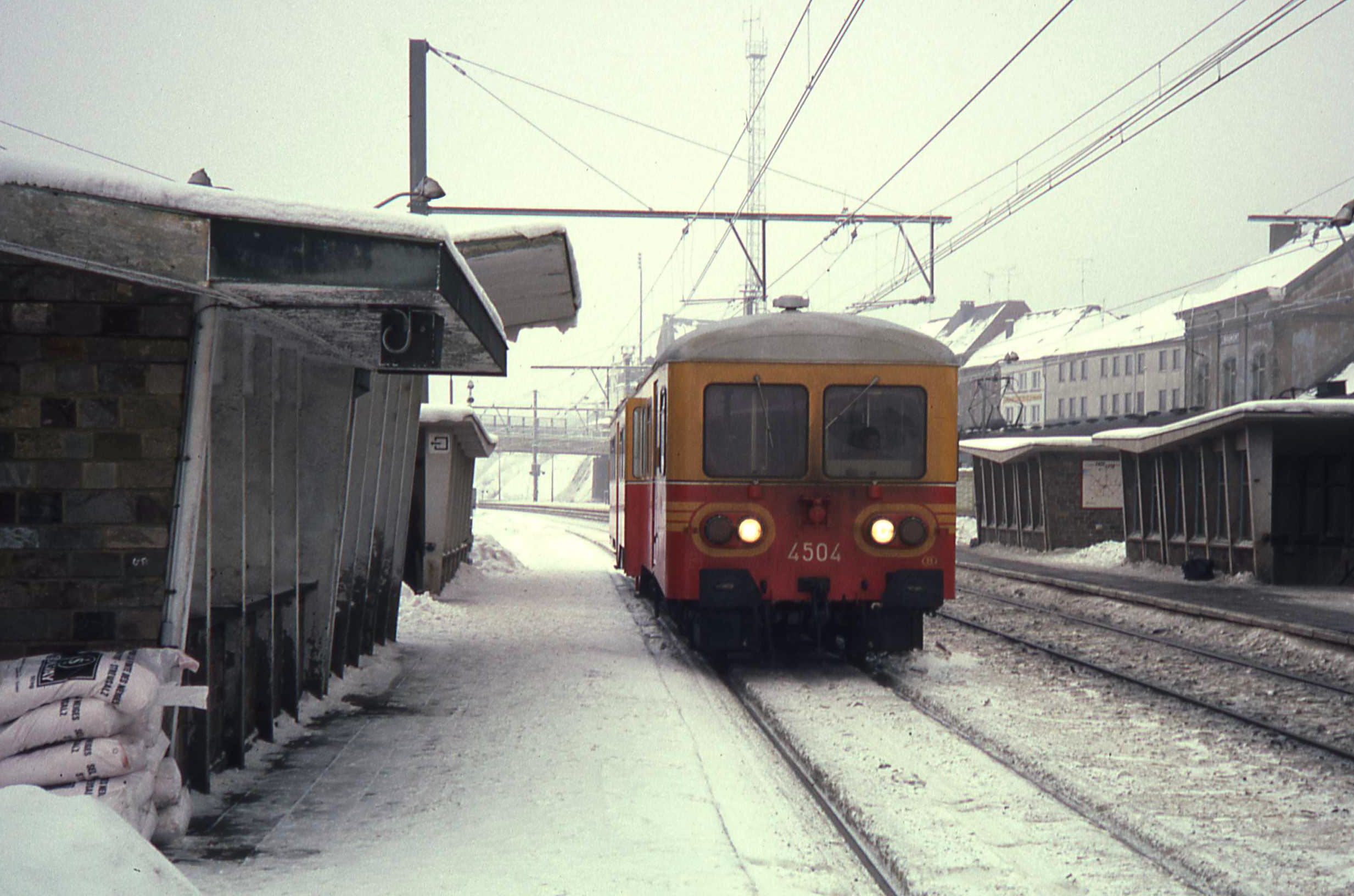
Triebwagen 4506 in Libramont 1986
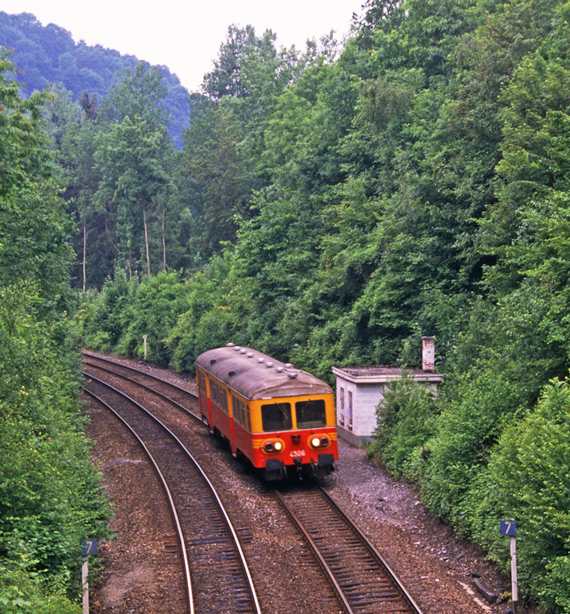
Triebwagen 4506 im Plandienst 1990
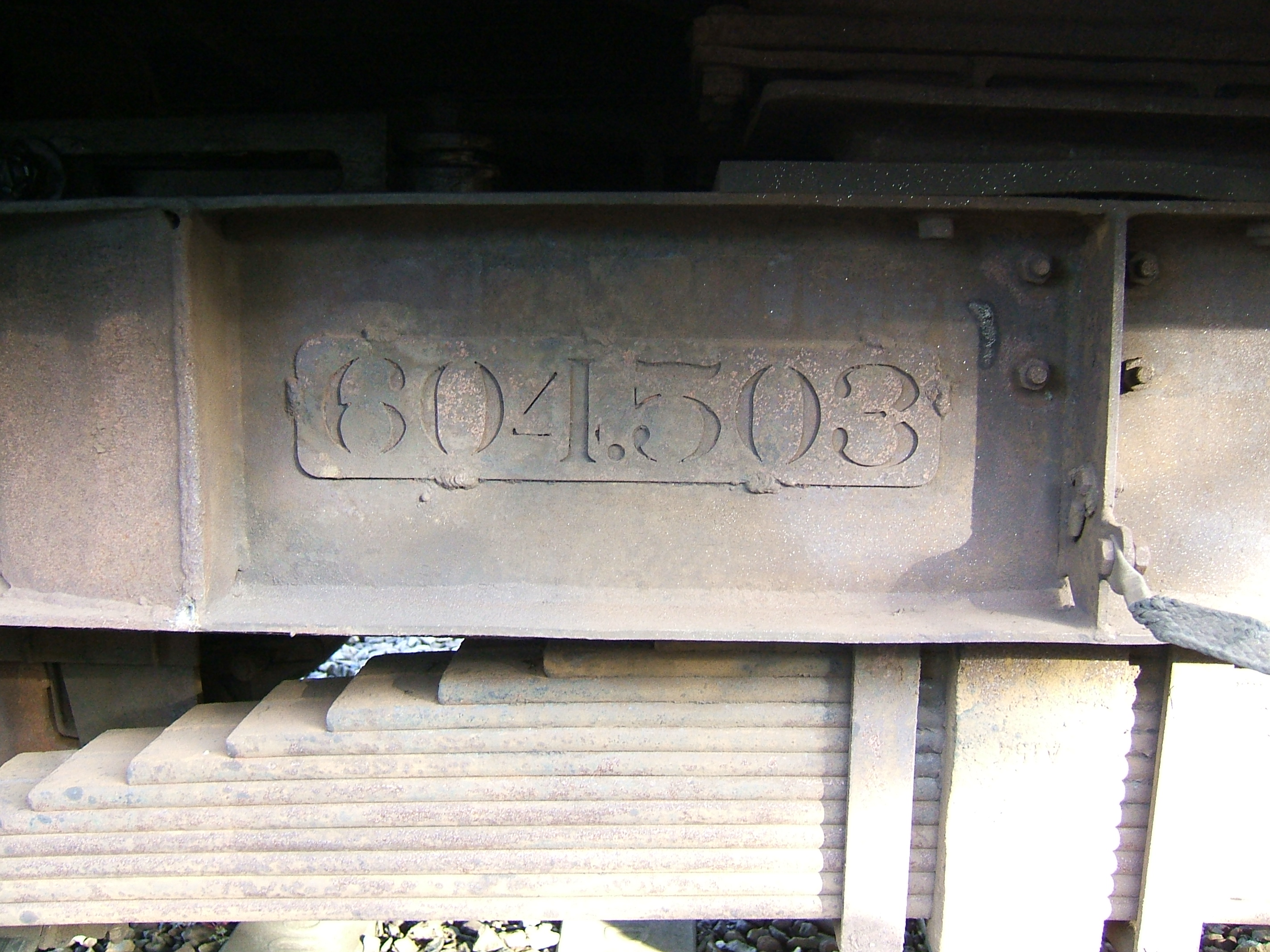
Nummernschild an einem Drehgestell des Triebwagens 4403